# Pommereuil British Cemetery
Pommereuil British Cemetery is een Britse militaire begraafplaats met gesneuvelden uit de Eerste Wereldoorlog en gelegen in de Franse plaats Pommereuil (Noorderdepartement). De begraafplaats ligt 650 m ten westen van het dorpscentrum langs de weg naar Le Cateau-Cambrésis en werd ontworpen door William Cowlishaw. Het terrein heeft een rechthoekig grondplan met een oppervlakte van 891 m² en is omgeven door een haag. De toegang van de begraafplaats bestaat uit 5 treden zonder hek met vlakbij het Cross of Sacrifice.
In de gemeentelijke begraafplaats ligt ook nog 1 Britse gesneuvelde. Bij de CWGC staat hij geregistreerd onder Pommereuil Communal Cemetery.
Er liggen 173 doden waarvan 15 niet meer geïdentificeerd konden worden.

## Geschiedenis
Op 23 en 24 oktober 1918 was het dorp het toneel van hevige gevechten tijdens het geallieerde eindoffensief. Na de verovering van het dorp werd de begraafplaats aangelegd door de 25th Division. Oorspronkelijk stond hier een houten herinneringskruis voor de slachtoffers van het 20th Manchester Regiment die sneuvelden op 23 oktober 1918.
Er rusten 171 Britten en 2 Australiërs op deze begraafplaats.

## Onderscheiden militairen
- Herbert Nugent Young, luitenant-kolonel bij de Royal Inniskilling Fusiliers werd tweemaal onderscheiden met de Distinguished Service Order (DSO and Bar).
- Robert Moyle Burmann, kapitein bij het East Lancashire Regiment werd onderscheiden met de Distinguished Service Order en het Military Cross (DSO, MC).
- Bernard Joseph Pym Yeatman, onderluitenant bij het Devonshire Regiment werd onderscheiden met de Distinguished Service Order (DSO).
- Gerald Norman Hunnybun, majoor bij het Yorkshire Regiment; kapitein Gwynedd William Llewelyn Pritchard en soldaat F. Bowey, beiden dienend bij het Manchester Regiment werden onderscheiden met het Military Cross (MC).
- de sergeanten James Timmins en Frederick Gilbert Smith, korporaal W.A. Hitchcock en soldaat George Charles Whitlock ontvingen de Military Medal (MM). Laatstgenoemde ontving deze onderscheiding tweemaal (MM and Bar).